# Рудник Сінівіт
Рудник Сінівіт — колишній гірничодобувний майданчик у Меланезії, в державі Папуа Нова Гвінея, за пів сотні кілометрів на південний захід від Рабаула.
Об'єктом розробки на Сінівіт стали окислені золотовмісні руди, ресурси яких станом на середину 1990-х оцінювались за категоріями виміряні та обчислені лише у 346 тисяч тонн руди з середнім вмістом золота дещо більше за 4 грами на тонну (також існували обчислені ресурси сульфідної руди в обсязі 202 тисячі тонн з середнім вмістом золота 9,4 грама на тонну).
Розробку окислених руд почали в 2008 році та провадили відкритим способом, з наступним вилученням золота шляхом ціанування. Проєктом опікувалась компанія New Guinea Gold Limited, дочірня структура New Guinea Gold Corporation. Станом на 2012-й вона ще продовжувала роботи та намагалась за допомогою розвідки приростити запаси, проте вже вела судову тяганину з приводу продовження гірничої ліцензії. У 2014-му невирішена судова проблема призвела до припинення діяльності рудника.
У 2021-му оголосили, що уряд виділить кошти на ліквідацію шкідливих відходів, які були покинуті на Сінівіт разом з обладнанням, запасами ціаніду та вибухівки.